# 한덕생명보험
한덕생명보험은 대한민국의 생명보험회사이다. <한덕생명>은 1989년에 설립되었다. 1991년부터 보험업계 최초로 재택근무제도를 도입하였다. 2000년에 <SK생명>과 함께 합병되었다. 2005년에 <SK생명>은 미래애셋에 의해서 인수되었으며 미래에셋생명으로 상호를 변경하였다.